# Herbert Scheele
Herbert August Edward Scheele OBE (* im 2. Quartal 1905 in Bromley, Kent; † 23. März 1981 ebenda) war ein englischer Badmintonfunktionär und Sachbuchautor.

## Leben und Werk
Als Badmintonspieler war Herbert Scheele kurz vor und nach dem Zweiten Weltkrieg im County Kent aktiv und startete auch bei den englischen Trials 1946 bis 1948. Weitaus größere Bedeutung erlangte er jedoch in seinen administrativen Funktionen im Badminton. Er war 1938 bis 1976 Sekretär der International Badminton Federation und von 1945 bis 1970 Sekretär der Badminton Association of England. Unter seiner Leitung wurden Wettbewerbe wie der Thomas Cup oder der Uber Cup ins Leben gerufen. Auch an der Initiierung der ersten Weltmeisterschaften 1977 hatte er großen Anteil. Er legte ebenfalls den Grundstein für die Premiere von Badminton als Demonstrationssportart bei Olympia 1972. Als Würdigung seiner Leistungen wurde ihm bei der Badminton-Weltmeisterschaft 1977 eine speziell für ihn angefertigte Trophäe verliehen. Repliken dieser Trophäe werden bis heute an besonders verdienstvolle Badmintonspieler und -funktionäre unter dem Namen Herbert Scheele Award verliehen. Scheele selbst wurde 1997 als inaugurales Mitglied in die Badminton Hall of Fame aufgenommen. Vier Monate vor seinem Tod wurde ihm von der Queen der Order of the British Empire verliehen. In memoriam stiftete der Badminton-Weltverband die Herbert Scheele Trophy.

## Funktionen
- Hon. Secretary der International Badminton Federation 1938–1976
- Hon. Life Vice President der International Badminton Federation 1976–1981
- Secretary der Badminton Association of England 1945–1970
- Hon. Treasurer der Badminton Association of England 1945–1949
- Vizepräsident der Badminton Association of England 1973–1981
- All England Referee 1947–1980

## Werke
- Editor der Badminton Gazette 1946–1970 (Zeitschrift)
- Editor von World Badminton 1972–1978 (Zeitschrift)
- Herausgeber des Annual Handbook of the International Badminton Federation (Jahrbuch)
- The Badminton Association of England's Annual Handbook (Jahrbuch)
- Cricket Clubs' annual, 1946 and secretarial directory: The official annual handbook of the club cricket conference (1946)

## Referenzen
- Herbert Scheele Trophy
- worldcat.org Bibliographie

| Personendaten    | Personendaten                                       |
| ---------------- | --------------------------------------------------- |
| NAME             | Scheele, Herbert                                    |
| ALTERNATIVNAMEN  | Scheele, Herbert August Edward                      |
| KURZBESCHREIBUNG | englischer Badmintonfunktionär, -spieler und -autor |
| GEBURTSDATUM     | zwischen April 1905 und Juni 1905                   |
| GEBURTSORT       | Bromley, Kent                                       |
| STERBEDATUM      | 23. März 1981                                       |
| STERBEORT        | Bromley, Kent                                       |